# Erwin von Bary
Erwin von Bary, né le 22 février 1846 à Munich et mort le 2 ou le 3 octobre 1877 à Ghat, en Libye, est un explorateur bavarois de l'Afrique du Nord.

## Biographie
Après avoir étudié la médecine à Leipzig et Zurich (il obtient son diplôme de docteur en 1869), Erwin von Bary est médecin pendant la guerre franco-allemande de 1870. Il lit les récits de voyages de plusieurs explorateurs, dont Heinrich Barth et Henri Duveyrier. Il s'installe ensuite à La Valette, sur l'île de Malte, afin de préparer une expédition qui relierait la côte Nord du continent africain au Nigeria. Il effectue un premier voyage à Tripoli en 1875. 
Il obtient le soutien de la Société de géographie de Berlin, et quitte Tripoli le 29 août 1876 en direction de Ghat, qu'il atteint en octobre. La région est alors agitée par un conflit entre les tribus ajjers et celles du Hoggar. Erwin von Bary cherche à s'assurer de la présence de crocodiles dans le Tassili n'Ajjer. Il atteint l'oued Imirhou et y observe de nombreuses traces de crocodile, mais aucun spécimen vivant. Il parcourt ensuite le massif de l'Aïr. Rentré à Ghat, il y meurt le 2 ou le 3 octobre 1877, probablement empoisonné. Le gouverneur turc de la ville envoie à Tripoli ses carnets de route. Ils sont traduits en français par Henri Schirmer et publiés en 1898 sous le titre Le dernier rapport d'un Européen sur Ghat et les Touaregs de l'Aïr, 1876-1877. 